# 降籏達生
降籏 達生（ふるはた たつお、1961年2月23日 - ）は、日本の起業家、実業家、建設コンサルタント技術者。
ハタコンサルタント株式会社 代表取締役。NPO法人建設経営者倶楽部KKC 理事長。兵庫県神戸市出身。

## 来歴
1961年、兵庫県神戸市出身。小学生の時に映画「黒部の太陽」を観て、困難に負けずにトンネルを掘り進む男たちの姿に憧れる。
1983年、大阪大学工学部土木工学科を卒業後、熊谷組に入社。ダム工事、トンネル工事、橋梁工事など大型工事に参画。阪神・淡路大震災にて故郷兵庫県神戸市の惨状を目の当たりにして開眼。建設コンサルタント業を始める。建設技術者研修20万人、現場指導は5000件を超え、東京オリンピック施設やマンション傾斜問題等にて、建設の専門家としてテレビ、ラジオ、新聞取材多数。
国土交通省「地域建設産業生産性向上ベストプラクティス等研究会」、「キャリアパスモデル見える化検討会」、「建設業イメージアップ戦略実践プロジェクトチーム」、「多能工育成・働き方改革等検討会」の委員を歴任。
また「がんばれ建設～建設業業績アップの秘訣～」は読者数22,000人、日本一の建設業向けメールマガジンとなっている。

## メディア

### TV
- NEWSアンサー（2014年12月4日、テレビ東京系） - 建設業における人手不足対策活動
- グッド!モーニング（2017年7月25日、テレビ朝日系） - 公共工事の工期遅延問題

### 新聞
- 朝日新聞 夕刊 1面（2014年8月26日） - 建設業における人手不足対策活動
- 中日新聞（2014年6月26日） - 建設業の職人育成記事への専門家としてのインタビュー
- 読売新聞、日本経済新聞、日刊建設工業新聞、建設通信新聞、建通新聞 ほか多数

### 雑誌
- 週刊「フライデー」新国立競技場、高速道路のメンテナンス 2017年9月
- 「短時間で伝える会話術」仕事の教科書 VOL.06（学研パブリッシング） - 残念な会議を成功に導く秘訣インタビュー記事（2014年7月28日）
- 「電気と工事」（オーム社）5S（整理、整頓、清掃、清潔、躾）技術
- 「日経コンストラクション」（日経BP社）今すぐできる原価低減 連載 2007年、今すぐできる工期短縮 2019年
- 「MAC FAN 2017年7月号」（マイナビ出版）私のiPhone

## 著書
- 「技術者の品格其の五」（ハタ教育出版）
- 「外国人との建設現場コミュニケーション術: 雇用・育成・トラブル予防のポイント」（学芸出版社）
- 「図解即戦力 建設業界のしくみとビジネスがこれ 1 冊でしっかりわかる教科書」（技術評論社）
- 「建設版働き方改革実践マニュアル」「今すぐできる建設業の工期短縮」(日経BP社)
- 「技術者の品格 其の三」（ハタ教育出版）
- 「その仕事のやり方では予算と時間がいくらあっても足りませんよ」（クロスメディアパブリッシング）
- 「その一言で現場が目覚める～建設工事に学ぶ「リーダー」のコミュニケーション術～」（日経BP社）
- 「建設業で本当にあった心温まる物語 2」（ハタ教育出版）
- 「建設業で本当にあった心温まる物語」(ハタ教育出版)
- 「お客様に感動を与えるエクセレントカンパニ－」（PHP 研究所共著）
- 「受注に成功する！土木・建築の技術提案」（オーム社）
- 「マネジメントの流儀」（ハタ教育出版）
- 「現場代理人養成講座 施工で勝つ方法」（日経BP社）
- 「技術者の品格 其の二」（ハタ教育出版）
- 「建設業コスト管理の極意」（日刊建設通信新聞社、共著）
- 「技術者の品格 其の一」ハタ教育出版）
- 「今すぐできる建設業の原価低減」（日経BP社）
- 「安全活動にカツを入れる本 建設現場をもっと“元気”にする方法」（労働調査会、共著）